# دايتونا يو إس أيه (لعبة فيديو)

الغلاف الخلفي، وتحتوي على معلومات مبسطة للعبة.

دايتونا يو إس أيه (بالإنجليزية: Daytona USA )‏ هي لعبة آركيد ثلاثي الأبعاد سباق السيارات من النوع stock car مثل ناسكار ولعبة من أنتاج سيجا وبرمجة سيجاAM2 وSega-AM4 في عام 1994 .

## روابط خارجية
- دايتونا يو إس أيه على موقع IMDb (الإنجليزية)